# Fregellae

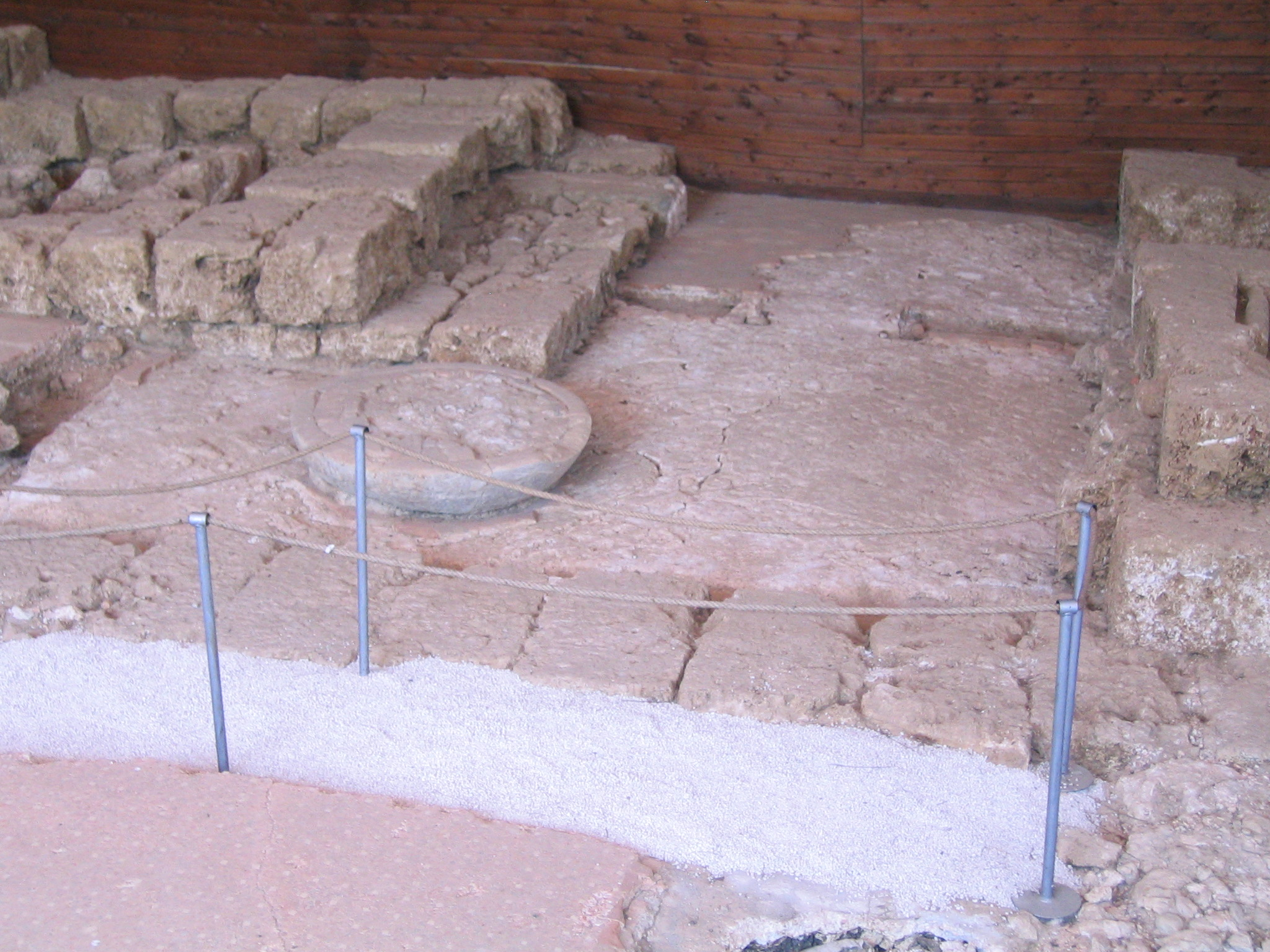
Fregellae, römisches Bad

Fregellae war eine Stadt im antiken Italien.

## Geschichte
Fregellae lag am oberen Liris (heute Liri), unweit der Mündung des Trerus (heute Sacco), und war durch seine Lage von besonderer militärischer Bedeutung. Ursprünglich war es von oskischen Opikern bewohnt, dann von den Volskern und später von den Samniten. 328 v. Chr. wurde es eine latinische Kolonie Roms. Im danach ausgebrochenen Zweiten Samnitenkrieg wurde Fregellae nach der römischen Niederlage in den Caudinischen Pässen 320 v. Chr. zeitweilig (bis 313 v. Chr.) von den Samniten zurückerobert. Während der Kriege gegen Pyrrhos I., der die Stadt 280 v. Chr. einnahm, und Hannibal stand Fregellae treu zu Rom. Zwischen 201 und 177 v. Chr. wanderten aufgrund der günstigen Lage der Stadt etwa 4000 Familien ein.
Im Jahr 125 v. Chr. begann Fregellae, eine der bedeutendsten Städte Italiens, jedoch einen Krieg gegen Rom, weil die römische Volksversammlung sich weigerte, den Bundesgenossen das römische Bürgerrecht zu verleihen. Die Stadt unterlag aber bald durch Verrat dem Prätor Lucius Opimius; ihre Mauern wurden geschleift. Fregellae wurde zum Dorf. Sein Name blieb erhalten in einem Landstrich (ager Fregellanus), einer Straßenstation an der Via Latina (Fregellanum) und einer Gegend in Rom, wo sich vielleicht Überlebende der Zerstörung angesiedelt hatten.
Viele Einwohner wurden in der 124 v. Chr. gegründeten Stadt Fabrateria Nova, wenige Kilometer südlich beim heutigen San Giovanni Incarico gelegen, umgesiedelt. Als dieser Ort 580 n. Chr. von den Langobarden zerstört wurde, gründeten die Bewohner das heutige Falvaterra.
Die Reste der Kolonie Fregellae werden seit 1978 unter der Leitung von Filippo Coarelli ausgegraben. Der Ausgrabungspark steht bei Isoletta, einem Ortsteil von Arce, zur Besichtigung offen. Einzelne Funde und Modelle sind im Archäologischen Museum im nahen Ceprano zu sehen.